# José Augusto de Macedo de Campos e Sousa
José Augusto de Macedo de Campos e Sousa (Lisboa, Sacramento, 3 de Maio/Junho de 1907 - 21 de Dezembro de 1980) foi um activista político, jornalista, editor, escritor, genealogista e heraldista português.

## Família
Filho único de Augusto Cesário de Campos e Sousa (23 de Outubro de 1871 - ?), Proprietário, Diplomado com o Curso Superior de Comércio e colaborador da "Revista de Ex-Libris Portugueses", de ascendência Judia Sefardita, e de sua mulher (16 de Junho de 1906) Amélia Magna de Antas de Loureiro de Macedo (Torres Novas, 13 de Setembro de 1879 - ?), filha de Alfredo de Antas da Cunha e Brito Lopes de Macedo e de sua mulher Capitolina Maria de Almeida de Loureiro, bisneta do 1.º Barão de São José de Porto Alegre.

## Biografia
Antigo Aluno da Faculdade de Medicina da Universidade de Lisboa e Presidente da sua Junta Escolar da Federação dos Estudantes Monárquicos de Portugal, cursou, depois, a Escola Superior Colonial.
Foi Militar, Oficial do Exército Português, Miliciano de Infantaria, conforme declarou ao ingressar no Colégio Brasileiro de Genealogia, onde atingiu o posto de Tenente-Coronel, e foi condecorado com a Medalha de Prata de Filantropia e Caridade do Instituto de Socorros a Náufragos do Ministério da Marinha.
Foi Membro da Comissão do Monumento Fúnebre à Memória d' El-Rei D. Carlos I e do Príncipe Real D. Luís Filipe e pertenceu à Comissão Organizadora da Causa Monárquica.
Foi Secretário da Propaganda no Estrangeiro e um dos Fundadores do Movimento Nacional-Sindicalista.
Foi Cavaleiro de Justiça da Ordem de Santa Maria de Belém e Cavaleiro de Honra da Sagrada Ordem Militar Constantiniana de São Jorge.
Colaborou no jornal "Revolução", no semanário "Fradique", na revista "Feira da Ladra", no Arquivo de Documentos Históricos, no Arquivo Nacional de Ex-Libris e na revista "Stadium". Foi Director-Proprietário das Edições G.A.M.A., Ltda e Editor do semanário "Aléo".
Foi Vogal do Conselho de Nobreza, Membro da Academia Portuguesa de Ex-Libris, Adjunto do Arquivo Histórico Militar, Director do Gabinete de Heráldica do Estado-Maior do Exército, Secretário da revista "Armas e Troféus", Vice-Presidente da Comissão do Dia de Goa, etc, e Membro de diversas instituições culturais, entre elas, a Associação dos Arqueólogos Portugueses, da qual foi Secretário-Geral, o Instituto Português de Heráldica, o Instituto Internacional de Genealogia y Heráldica, o Instituto Genealógico Brasileiro, ao qual se associou em 1967 e do qual foi Conselheiro, e a Federação dos Institutos Genealógicos Latinos, onde foi Director do Gabinete Genealógico de Portugal.
Foi Fidalgo de Cota de Armas.

### Obra publicada
Escreveu e foi autor de: 
- Notícia Histórica do Monumento, etc, no Livro do Monumento Fúnebre à memória Sagrada de S.M.F. El-Rei o Snr. D. Carlos I e de Seu Augusto Filho S.A.R. o Príncipe Snr. D. Luiz Felipe, Mortos ao Serviço da Pátria, em colaboração com João António de Azevedo Coutinho Fragoso de Sequeira, Lisboa, 1933[2][3]
- Cartas de Brasão Inéditas, em colaboração com Eugénio Eduardo de Andrea da Cunha e Freitas, 1933[2]
- Mousinhos d'Albuquerque - Subsídios para a sua História, Lisboa, 1935[2][3]
- Navarros de Andrade - Subsídios para a Genealogia da Família Campos, de colaboração com Eugénio Eduardo de Andrea da Cunha e Freitas, Braga, 1935[2][1]
- Os Milhões de Calcutá – Notícia Histórica & Genealógica, Lisboa, 1936[2][4]
- Viscondes-Barões de Vila Nova de Foz Coa e Condes-Viscondes de Pinhel - Subsídios para a Genealogia da Família Campos, de colaboração com Eugénio Eduardo de Andrea da Cunha e Freitas, Braga, 1937[4]
- Breve notícia genealógica da descendência do Barão de São José de Porto Alegre, 1937[2]
- Sobre Quatro Indígenas de Angola (Hanha, Bailundo, Dondo e Banhema), adultos, do sexo masculino, trabalho de Antropologia Colonial.[4]
- A Herança de Calcutá – Notícia Histórica e Genealógica, 1943[2]
- Da origem dos Pintos e dos Cams, 1945[2]
- Processo Genealógico de Camilo Castelo Branco, Edições G.A.M.A., 1.ª Edição, Lisboa, 1946[2]
- História de uma Casa Pombalina, 1946[2]
- Esclarecimento das dúvidas manifestadas pelo Senhor Jacinto do Prado Coelho, em "Introdução ao estudo da novela camiliana", acerca da identidade da mãi de Camillo, 1947[2]
- A Vera Genealogia do ditador Salazar, em colaboração com Luís José de Bivar de Sousa Leão Pimentel Guerra, Biblioteca Nacional de Lisboa - Maço 256, N.º 57, Lisboa, 1947
- A Casa e Quinta da Bufuaria, 1948[2]
- O marido de "madame" de Paiva, 1948[2]
- Serviços Gerais da Cruz Vermelha Portuguesa, 1949[2]
- A Casa das Quartas em Abambes de Mateus, 1949[2]
- O Paço dos Vilas Reais, 1949[2]
- A Casa de Urros, 1949[2]
- Um brasão de armas austríaco, de inspiração portuguesa, 1950[2]
- Correias de São Miguel – Uma família portuense no povoamento dos Açores,  1950[2]
- Actualização do Processo Genealógico de Camillo Castello Branco, 1951[2]
- Cartas de Sua Majestade a Rainha Senhora Dona Amélia para um escolar de medicina, 1951[2]
- Macedos de São João Baptista de Castedo – Uma família de Trás-os-Montes na história militar do Porto, 1951[2]
- Os Viscondes da Praia Grande de Macau, 1953[2]
- Frei João da Madre de Deus- Sua obra genealógica e seus Antas de Santa Maria de Távora, Câmara Municipal do Porto, 1.ª Edição, Porto, 1954[2]
- Psicanálise, Judaísmo e Mãe de Camillo – Resposta a Gondin da Fonseca, 1954[2]
- Notas à margem de um romance camiliano: “O Santo da Montanha”, 1955[2]
- In Memoriam do Conde da Torre – colaboração com Delfim Maya e outros, 1956[2]
- Vinte dias em Viena, 1957[2]
- Viagem de Sua Majestade a Imperatriz viúva Duquesa de Bragança à Suécia, no ano de 1839, 1958[2]
- Elementos para o processo genealógicos dos Mousinhos de Albuquerque, 1958[2]
- Acerca de uma família ilustre dos antigos magistrados do Porto, 1958[2]
- Dois Macedos na Expedição de 1895, 1959[2]
- Macedos de Vilar de Maçada e outros, desentroncados, 1959[2]
- Loiça brasonada, 1962[2]
- A propósito do livro “Porcelaine de la Compagnie des Indes”, de Michel Beurdeley, 1962[2]
- A propósito da iconografia da Virgem nas bandeiras e guiões militares e nos estandartes reais portugueses, 1964[2]
- Livro das Librés da Casa Pereira Vianna, 1964[2]
- Três peças curiosas de porcelana sínica de encomenda, 1964[2]
- A bandeira e o tope azuis e brancos – subsídios para a sua história, 1965[2]
- Camilo e a Princesa do Corgo, 1967[2]

e outros

## Casamento e descendência
Casou em Vila Real, Mateus, a 9 de Junho de 1941 com Maria de Lourdes de Medeiros de Barros Botelho Coelho Mourão (Sabrosa, Sabrosa, 13 de Julho de 1920 - ?), filha de João de Barros Botelho Coelho Mourão e de sua mulher Maria Manuela de Medeiros, da qual teve três filhas e um filho, o cantor José Campos e Sousa